# 柏林 (電視劇)
《柏林》（西班牙語：Berlín），是Netflix原創西班牙搶劫犯罪影集，為《紙房子》的衍生劇集。由《紙房子》的創作者伊斯特·馬丁內斯·洛巴托與艾力克斯·平納一同開創，大衛·巴羅卡爾、傑佛瑞·考伯和阿爾伯特·平托執導，並由佩德羅·阿隆索、米歇爾·詹納、崔斯坦·烏羅阿、貝戈尼亞·瓦爾加斯以及胡立歐·佩納等人領銜主演，首季於2023年12月29日上線。
作為《紙房子》的前傳，本劇以安卓·佛諾由沙 / 柏林（佩德羅·阿隆索飾）為故事核心，講述在「西班牙皇家造幣廠搶案」發生之前，柏林一生中作為盜竊高手的黃金時刻以及他豐富的感情史。

## 劇情大綱
有兩件事一定能讓糟糕的一天變成美好的一天：愛與價值數百萬的鈔票，它們讓柏林度過了他的黃金歲月。這時，他對自己的不治之症還沒有任何察覺，也沒有像老鼠一樣被困在西班牙造幣廠裡。柏林開始準備他人生中最大宗的盜竊案之一：讓價值4400萬美元的珠寶像變魔術一樣消失。他將尋求幾位以前共事過的夥伴協助他前往巴黎展開一場浩大的搶劫行動。

## 演員及角色

### 主要角色
- 佩德羅·阿隆索 飾演 安卓·佛諾由沙 / 柏林（英语：Berlin (Money Heist)）：西班牙首屈一指的珠寶大盜。
- 米歇爾·詹納 飾演 凱拉（Keila）：內向的高材生駭客。
- 崔斯坦·烏羅阿（英语：Tristán Ulloa） 飾演 達米安（Damián）：大學教授，柏林的知己。
- 貝戈尼亞·瓦爾加斯（英语：Begoña Vargas） 飾演 卡梅倫（Cameron）：團隊新成員，有著未知過往的神祕女孩。
- 胡立歐·佩納 飾演 羅伊（Roi）：專業鎖匠，柏林最忠心的夥伴。
- 霍埃爾·桑切斯（Joel Sánchez）飾演 布魯斯（Bruce）：外表平凡的全能專家。
- 薩曼莎·西凱羅斯（西班牙语：Samantha Siqueiros） 飾演 卡蜜兒·杜蘭（Camille Durán）：波利亞克的墨西哥裔妻子，柏林的女友。

### 常設角色
- 胡利安·帕沙爾（Julien Paschal）飾演 法蘭索瓦·波利亞克（François Polignac）：巴黎珠寶拍賣行主任。
- 馬汀·阿斯蘭（Martin Aslan）飾演 艾倫（Alain）：拍賣行的金庫守衛
- 尤里·D·布朗（Yuri D. Brown）飾演 貝東（Bertrand）：拍賣行的金庫守衛
- 瑪西·羅德里奎茲（Masi Rodríguez）飾演 蘇西（Susi）：卡蜜兒的閨蜜。

### 客串角色
- 露絲·洛皮斯（西班牙语：Ruth Llopis） 飾演 卡門（Carmen）：達米安的妻子。
- 埃杜·羅曼（Edu Román）飾演 吉米（Jimmy）：樂團歌手，卡梅倫的前男友。
- 瑞秋·拉絲卡（Rachel Lascar）飾演 瑪麗·拉薇爾（Marie Lavelle）：法國警察督察。
- 伊齊爾·伊圖諾 飾演 蕾凱兒·莫里歐 / 里斯本：西班牙國家警察（英语：National Police Corps）副督察。
- 納瓦·尼姆利（英语：Najwa Nimri） 飾演 艾莉西亞·席耶拉（Alicia Sierra）：西班牙國家警察副督察。

## 集數

### 影集概覽
| 季數 | 集数 | 集数 | 上線日期       | 上線日期       |
| ---- | ---- | ---- | -------------- | -------------- |
| 1    | 8    | 8    | 2023年12月29日 | 2023年12月29日 |

### 第1季（2023年）
| 總集數 | 集數 （季） | 標題                                             | 導演                                                           | 編劇 | 上線日期       |
| ------ | ----------- | ------------------------------------------------ | -------------------------------------------------------------- | --- | -------------- |
| 1      | 1           | 愛的動力 La energía del amor                     | 阿爾伯特·平托（Albert Pintó）、大衛·巴羅卡爾（David Barrocal） | 艾力克斯·平納、伊斯特·馬丁內斯·洛巴托、大衛·巴羅卡爾、大衛·奧利瓦（David Oliva）                              | 2023年12月29日 |
| 2      | 2           | 船錨與狼牌 El ancla y el lobo                    | 阿爾伯特·平托                                                  | 艾力克斯·平納、伊斯特·馬丁內斯·洛巴托、大衛·巴羅卡爾、大衛·奧利瓦                                             | 2023年12月29日 |
| 3      | 3           | 一手胚胎牌 Póker de embriones                    | 阿爾伯特·平托、大衛·巴羅卡爾                                   | 艾力克斯·平納、伊斯特·馬丁內斯·洛巴托、大衛·巴羅卡爾、大衛·奧利瓦                                             | 2023年12月29日 |
| 4      | 4           | 背上水族館 Un aquarium en la espalda             | 傑佛瑞·考伯（Geoffrey Cowper）                                 | 艾力克斯·平納、伊斯特·馬丁內斯·洛巴托、大衛·巴羅卡爾、大衛·奧利瓦                                             | 2023年12月29日 |
| 5      | 5           | 在愛之後 After Love                              | 阿爾伯特·平托                                                  | 艾力克斯·平納、伊斯特·馬丁內斯·洛巴托、大衛·巴羅卡爾、大衛·奧利瓦、洛林娜·G·馬爾多納多（Lorena G. Maldonado） | 2023年12月29日 |
| 6      | 6           | 檸檬之夜 La noche de los limones                 | 大衛·巴羅卡爾                                                  | 艾力克斯·平納、伊斯特·馬丁內斯·洛巴托、大衛·奧利瓦、洛林娜·G·馬爾多納多、路易斯·加里多（Luis Garrido）        | 2023年12月29日 |
| 7      | 7           | 西方世界唯一的處女 La última virgen de occidente | 大衛·巴羅卡爾                                                  | 艾力克斯·平納、伊斯特·馬丁內斯·洛巴托、大衛·奧利瓦、洛林娜·G·馬爾多納多、路易斯·加里多                        | 2023年12月29日 |
| 8      | 8           | 瀕危大象 Un elefante en peligro de extinción     | 阿爾伯特·平托、大衛·巴羅卡爾                                   | 艾力克斯·平納、伊斯特·馬丁內斯·洛巴托、大衛·奧利瓦、洛林娜·G·馬爾多納多、路易斯·加里多                        | 2023年12月29日 |

## 製作
《紙房子》的創作者伊斯特·馬丁內斯·洛巴托與艾力克斯·平納表示：「衍生劇的構想是採用佩德羅·阿隆索飾演的角色『柏林』，即原版《紙房子》中個性最引人注意的角色，並將其放置在另一個宇宙中。」、「我們喜歡『在柏林身邊引入一支完全不同情感狀態的新團隊』的想法。」

### 拍攝
主體拍攝於2022年10月3日開始進行，並在巴黎和馬德里兩座城市之間進行數週的拍攝。

### 選角
除了佩德羅·阿隆索、伊齊爾·伊圖諾與納瓦·尼姆利三位回歸飾演原角色以外，兩位創作者為本劇創建了新的搶劫角色。
而新的演員陣容大多來自Netflix的其他幾部西班牙語節目，包括《海上教堂》的米歇爾·詹納、《白粉梟雄》的崔斯坦·烏羅阿、《神秘伊甸》的貝戈尼亞·瓦爾加斯、《心動隔扇窗》的胡立歐·佩納與霍埃爾·桑切斯（Joel Sánchez）等人。
飾演羅伊（Roi）的胡立歐·佩納表示他曾試鏡過《紙房子》中柏林兒子的角色「拉斐爾」（Rafael），儘管他表現得非常好，但最後該角色還是由派崔克·克里多來飾演。之後，《柏林》劇組親自致電邀請他來試鏡，經過兩次試鏡後，他成功拿下本劇的主要角色—羅伊。

## 發行
2023年6月發布的前導預告片提及了本劇預計於2023年12月在Netflix首播。2023年9月18日，正式宣布上映日期為2023年12月29日。同年11月28日，首季正式中文預告片上線，透漏更多的角色人物之間的關係及部分劇情。

## 外部連結
- 在Netflix上觀看《柏林》
- 互联网电影数据库（IMDb）上《柏林》的资料（英文）
- 豆瓣电影上《柏林》的資料 （简体中文）